# تيان يوان
تيان يوان (بالصينية: 田原) هي مغنية وكاتبة أغاني ومصورة وعازفة قيثارة وممثلة صينية، ولدت في 30 مارس 1985 في ووهان في الصين.

## وصلات خارجية
- تيان يوان على موقع IMDb (الإنجليزية)
- تيان يوان على موقع ألو سيني (الفرنسية)
- تيان يوان على موقع أول موفي (الإنجليزية)
- تيان يوان على موقع قاعدة بيانات الفيلم (الإنجليزية)
- تيان يوان على موقع كينوبويسك (الروسية)